# Arrondissement de Bourganeuf
L'arrondissement de Bourganeuf est un ancien arrondissement français du département de la Creuse. Il fut créé le 17 février 1800 et supprimé le 10 septembre 1926. Il est partagé entre les arrondissements de Guéret et Aubusson.

## Composition
Il comprenait les cantons de Bénévent-l'Abbaye, Bourganeuf, Pontarion et Royère-de-Vassivière.

## Sous-préfets
| Période           | Période           | Identité                            | Fonction précédente                                                 | Observation                                                                     |
| ----------------- | ----------------- | ----------------------------------- | ------------------------------------------------------------------- | ------------------------------------------------------------------------------- |
|                   |                   |                                     |                                                                     |                                                                                 |
| 21 octobre 1841   | 29 mai 1844       | Hugues Michel                       | Auditeur au conseil d'État                                          | Nommé sous-préfet de Bar-sur-Aube                                               |
|                   |                   |                                     |                                                                     |                                                                                 |
| 10 janvier 1847   | 14 mars 1848      | Michel Burin du Buisson             | Chef de division à cette préfecture                                 | Révoqué à la révolution de 1848                                                 |
|                   |                   |                                     |                                                                     |                                                                                 |
| 16 mars 1853      | 18 mai 1861       | Marie-Louis Souquières              | Sous-préfet de Condom                                               | Nommé sous-préfet de Villefranche-de-Rouergue                                   |
| 18 mai 1861       | 31 décembre 1866  | Alfred Vitalis                      | Conseiller de préfecture de la Dordogne                             | Nommé sous-préfet de Melle                                                      |
|                   |                   |                                     |                                                                     |                                                                                 |
| 3 août 1867       | 16 mars 1870      | Emmanuel Grandval                   | Sous-préfet de Castellane                                           | Nommé sous-préfet de Limoux                                                     |
|                   |                   |                                     |                                                                     |                                                                                 |
| 30 décembre 1877  | 1er novembre 1878 | Léon Amiel                          |                                                                     | Nommé sous-préfet de Castellane                                                 |
| 1er novembre 1878 | 6 novembre 1881   | Henri Barlet                        | Sous-préfet de Castellane                                           | Mis en disponibilité                                                            |
| 6 novembre 1881   | 13 février 1886   | Honoré Leygue                       |                                                                     | Nommé sous-préfet de Sisteron                                                   |
| 13 février 1886   | 12 février 1890   | Frédéric Cazalis                    |                                                                     | Mis en disponibilité sur sa demande                                             |
| 12 février 1890   | 24 novembre 1892  | Simon de Font-Réaulx                | Sous-préfet de Lapalisse                                            | Nommé sous-préfet de Guelma en Algérie française                                |
| 24 novembre 1892  | 16 novembre 1895  | Marie-Eugène Rivière de la Souchère | Sous-préfet de Guelma en Algérie française                          | Nommé secrétaire général de la préfecture du Finistère                          |
| 16 novembre 1895  | 13 juin 1897      | Fernand Raux                        | Chef de cabinet du préfet de l'Ardèche                              | Nommé secrétaire général de la préfecture de la Creuse                          |
| 13 juin 1897      | 1898              | Eugène Dutrait                      | Secrétaire général de la préfecture de la Creuse                    | Mort en fonction                                                                |
| 8 novembre 1898   | 16 novembre 1901  | Jules Guillemaut                    | Chef adjoint du cabinet du ministre de la justice Ferdinand Sarrien | Nommé secrétaire général de la préfecture de l'Indre                            |
| 16 novembre 1901  | 7 février 1905    | Ivan Laporte                        | Attaché au parquet du procureur près le tribunal de Bordeaux        | Nommé sous-préfet de Pithiviers                                                 |
| 7 février 1905    | 30 décembre 1909  | Jules Fuster                        | Chef de cabinet du préfet des Côtes-du-Nord                         | Nommé secrétaire général de la préfecture du Tarn                               |
| 30 décembre 1909  | 26 janvier 1911   | Jean Party                          | Secrétaire général de la préfecture de l'Ain                        | Nommé rédacteur au ministère de l'Intérieur au Service des Affaires algériennes |
| 26 janvier 1911   | 31 janvier 1914   | Victor Delfau                       | Secrétaire du chef de service des affaires algériennes              | Nommé secrétaire général de la préfecture de la Haute-Vienne                    |
| 31 janvier 1914   | 27 mars 1915      | Marie-Pierre Morel                  | Secrétaire général de la préfecture de l'Ain                        | Mobilisé pour la guerre                                                         |
| 27 mars 1915      | 4 janvier 1916    | Jean Bellat                         | Conseiller de préfecture de la Dordogne                             | Nommé sous-préfet de Civray                                                     |
| 4 janvier 1916    | 27 janvier 1916   | Charles Gellie                      | Secrétaire général de la préfecture de la Drôme                     | Nommé sous-préfet de Blaye                                                      |
| 27 janvier 1916   | 12 août 1917      | Georges Sividre                     | Conseiller de préfecture de la Dordogne                             | Nommé Appelé sur sa demande à d'autres fonctions et devient percepteur          |
| 12 octobre 1917   | 9 mars 1919       | Henri Marais                        |                                                                     | Nommé sous-préfet de Saint-Pol                                                  |
|                   |                   |                                     |                                                                     |                                                                                 |
| 22 octobre 1920   | 20 février 1921   | Lucien Duthuzo                      | Chef de cabinet du préfet de Meurthe-et-Moselle                     | Nommé sous-préfet de Château-Gontier                                            |
| 20 février 1921   | 1er février 1924  | André Jacquemart                    | À la disposition du préfet de l'Aisne                               | Nommé secrétaire général de la préfecture de l'Aisne                            |
| 1er février 1924  | 27 août 1925      | Eugène Morin                        | Secrétaire général de la préfecture de l'Aisne                      | Nommé sous-préfet d'Aubusson                                                    |
| 27 août 1925      | 22 septembre 1926 | Raoul Grimal                        | Conseiller général du Tar                                           | Rattaché à la préfecture de la Creuse à la fermeture de la sous-préfecture      |